# Cá ăn muỗi
Gambusia affinis là một loài cá nước ngọt, còn được gọi phổ biến, như đơn giản chỉ là Cá muỗi hay còn gọi bằng tên chi nó Gambusia, hoặc bằng tên gọi chung gambezi.
Cá muỗi nhỏ so với các loài cá khác, với con mái đạt tổng chiều dài 7 cm (2,8 in) và con trống ở chiều dài 4 cm (1,6 in). Con mái có thể được phân biệt với con trống bởi kích thước của chúng và một vị trí mang trứng ở sau bụng của chúng.
Tên "Cá muỗi" đã được đưa ra bởi vì chế độ ăn của loài cá này đôi khi bao gồm một lượng lớn ấu trùng muỗi, so với kích thước cơ thể. Gambusia thường ăn động vật phù du, bọ cánh cứng, cánh phù du, bộ Cánh lông, ve bét và các loài không xương sống; ấu trùng muỗi chỉ chiếm một phần nhỏ trong chế độ ăn uống của chúng.
Cá muỗi còn được gọi là cá tuế, có tên khoa học là Gambusia affinis. Cùng với loại cá bảy màu, đẻ noãn thai sinh (tức là đẻ con), chúng thuộc họ Poecillidae. Miệng cá được cấu tạo phù hợp với việc tìm kiếm thức ăn trên mặt nước. Loài cá này có nguồn gốc từ Trung Mỹ nhưng do đặc điểm diệt ấu trùng muỗi rất hiệu quả nên chúng đã được đưa đến nhiều vùng khác nhau ở các nước trên thế giới. Cá muỗi có khả năng chịu đựng được sự thay đổi lớn về môi trường như: nhiệt độ, độ ô nhiễm của nguồn nước nhưng thực tế chúng phát triển tốt ở các vùng nước sạch và nhiệt độ ổn định.

## Hình ảnh

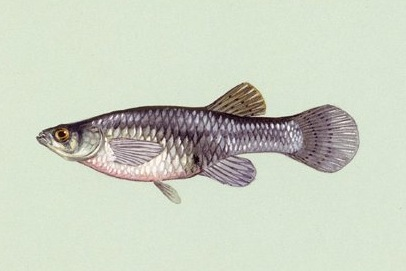
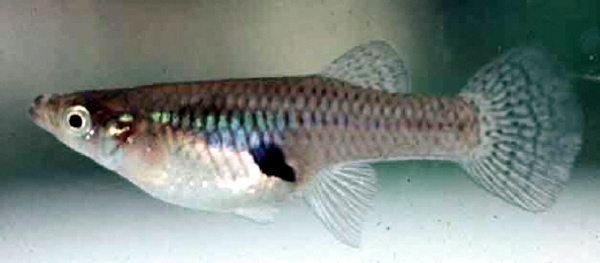
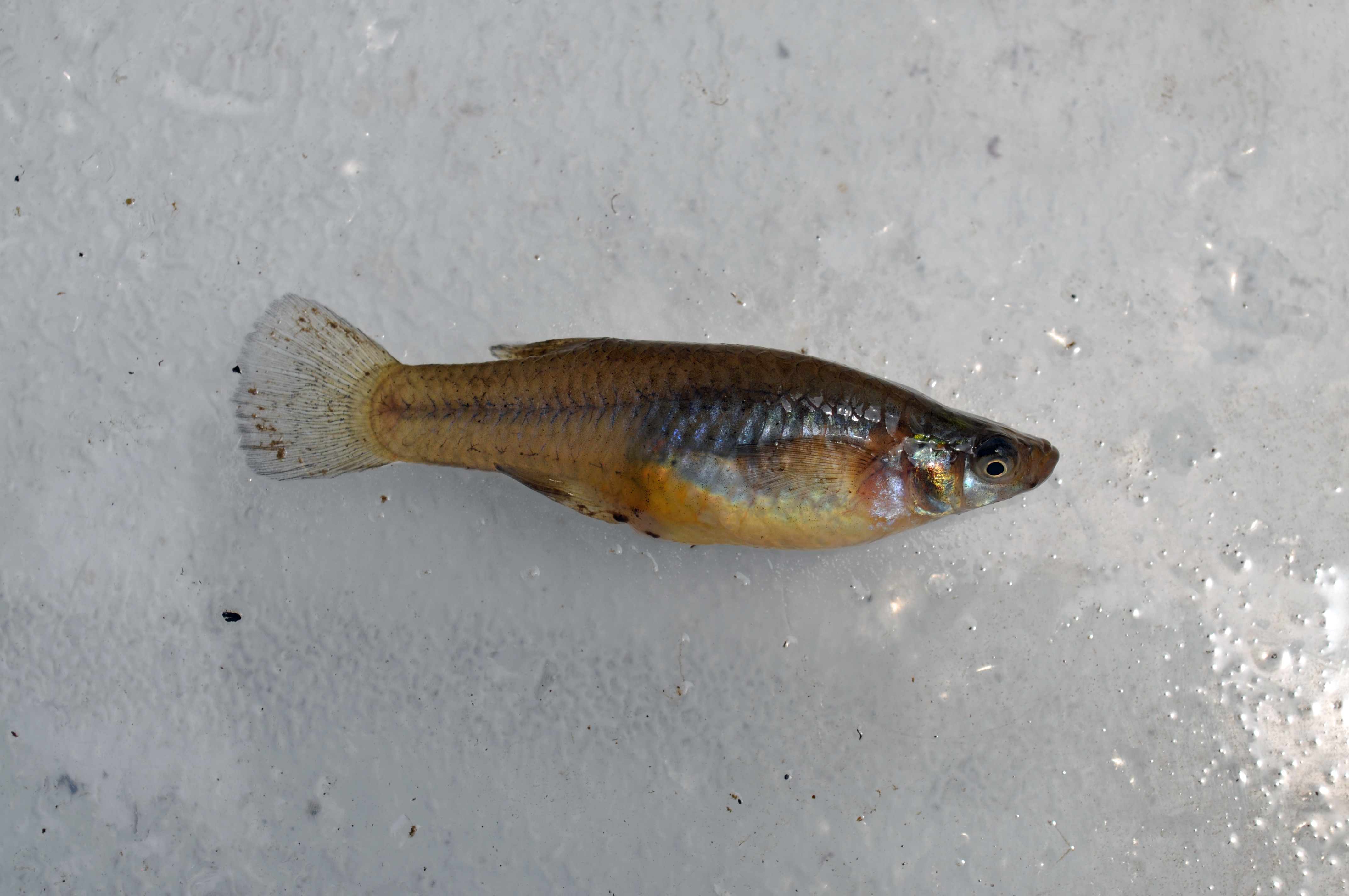
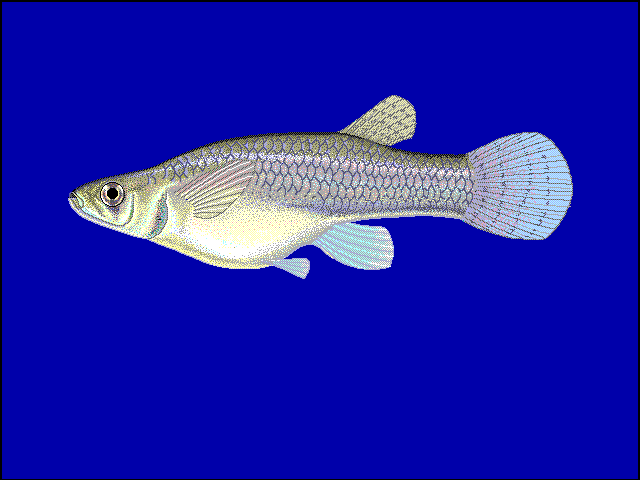